# 노란 집 (빈센트 반 고흐)
노란 집(네덜란드어: Het gele huis)은 1888년 9월에 빈센트 반 고흐가 그린 그림이다. 반 고흐 미술관이 소장하고 있다.
고흐는 프랑스 아를에 거주하던 당시에 거주하고 있던 집을 모델로 그린 것이다. 이 집은 20세기 제1차 세계 대전의 여파로 인해 파괴되어 현재는 남아있지 않다.